# 德古拉 (漫威漫畫)
德古拉（英語：Dracula）是漫威漫畫中的角色，生前是特蘭西瓦尼亞和瓦拉幾亞的王子。
其人物經歷改编自伯蘭·史杜克所著的小説《德拉庫拉》中的吸血鬼德古拉。

## 能力
• 永生
• 製造和統治吸血鬼
• 催眠
• 控制動物
• 變成霧和動物
• 召喚雷暴
• 超强自愈力
• 鏡子和攝影器材照不到其影像
• 能適應真空
• 超越常人的速度和力量
• 擅長冷兵器格鬥和長爪肉搏
• 某些防禦魔法

## 弱點
• 必須要吸血維生
• 陽光
• 銀器
• 木錐
• 大蒜
• 十字架和其他宗教符號

## 其他媒體

### 電影
- 《刀鋒戰士》
  - 《刀鋒戰士3》（2004）：由多米尼克·珀塞爾飾演。